# لوسي سوندرز
لوسي سوندرز (بالإنجليزية: Lucy Saunders)‏ هي كاتِبة أمريكية، ولدت في 1957.